# Jorge Herrera (futbolista)
Jorge Enrique Herrera Suárez (Bogotá, Cundinamarca, Colombia; 11 de septiembre de 1980) es un exfutbolista colombiano. Desarrolló gran parte de su carrera en el fútbol de los Estados Unidos.

## Trayectoria
Famoso por haber sido en el año 2003 el futbolista que metió el gol 50.000 en el fútbol profesional colombiano y por tener un amplio recorrido en la Liga USL de Estados Unidos.
En 2015 se funda un nuevo equipo de USL Soccer en Carolina del Norte, denominado Charlotte Independence https://www.charlotteindependence.com/. Jorge Herrera es el primer jugador contratado, pasando a la historia de dicho club como tal. El Gerente General del club, Tom Engstrom, lo presentó con las siguientes palabras: "Estamos muy contentos de anunciar a Jorge Herrera como el primer jugador firmado en la historia de Charlotte Independencia. Jorge es un verdadero profesional dentro y fuera de la cancha”. En 2017 continúa en el equipo Charlotte Independence, del cual es el Número 10. 
En la inauguración del Estadio Sportplex de Matthews, la sede oficial de Charlotte Independence, el 17 de junio de 2017, Jorge Herrera fue el autor del primer gol y el primer pasegol en la historia de la nueva cancha. Anotó un gol Olímpico en la Liga USL jugando con Charlotte Independence el 4 de julio de 2017, día de la independencia de los Estados Unidos, en un partido de visitantes contra Pittsburgh Riverhounds, el marcador fue 1-3, dos de esos goles los marcó el jugador colombiano Jorge Herrera. Tres días después, el 7 de julio, jugando de locales, Jorge Herrera anotó tres goles en un solo partido, venciendo 5-1 a Saint Louis FC, fue histórico porque es la primera vez que un jugador de Charlotte Independence marca triplete en la historia del equipo. Otra gesta ocurrió el 15 de julio de 2017 en el partido de visitantes con New York Red Bulls II, al completar 50 goles en los Estados Unidos en USL, siendo el segundo jugador en la historia de la Liga USL en lograr ese récord. La Liga USL fue fundada en el año 2011.
Fue elegido el jugador del mes de la Liga USL Soccer de los Estados Unidos en el mes de julio de 2017. Herrera registró ocho goles y dos asistencias durante el mes. Superó la marca de 50 goles en la temporada regular de USL en su carrera, siendo el segundo jugador en la historia de la USL en lograrlo. Herrera recibió el 66% de una encuesta ponderada que incluyó el Comité Técnico de USL, un panel nacional de medios independientes que representan cada mercado de USL y un voto de aficionados en línea celebrado en uslsoccer.com. El delantero del Real Monarchs SLC Chandler Hoffman terminó segundo con un 17%, y el delantero del FC Cincinnati, Djiby Fall, llegó tercero con un 10%.
En el año 2018, Jorge Herrera anotó 13 goles y logró cuatro asistencias. El último gol de la temporada fue una joya, en Estados Unidos le llaman de bicicleta. El jueves 31 de enero de 2019, el equipo de fútbol profesional de Charlotte Independence anunció su franquicia como "máximo goleador y segundo goleador más importante de todos los tiempos en el Campeonato de la USL", anunciando que Jorge Herrera ha vuelto a firmar para su 21ª temporada profesional. 
"Volver a firmar con la Independencia es un gran negocio para mí", dijo Herrera. "He estado con el equipo desde el primer día y estoy feliz de dedicar otra temporada al equipo. Quiero agradecer a Dios, a mi familia ya la independencia por ser parte del equipo ".
Dice la página web de Charlotte Independente, que Herrera continúa teniendo un gran impacto como líder de equipo dentro y fuera del campo. El favorito de los fanáticos tiene muchas novedades notables de la franquicia, incluyendo ser el primer jugador firmado en la lista inaugural de 2015, el primero en llegar a 100 apariciones y el primer triplete en la historia del equipo. Con 71 goles anotados en la Liga USL, Herrera ocupa el primer lugar como goleador histórico, empatado con el delantero de Indy Eleven Dane Kelly (71) por la ventaja de todos los tiempos en los goles de la temporada regular del Campeonato de la USL.
"Estamos muy emocionados, obviamente", dijo el nuevo entrenador en jefe de Independence, Jim McGuinness. "Ha sido un elemento fijo desde el inicio de la franquicia y es un jugador con un gran motor. Él es el tipo correcto de persona, también. Es muy importante que sigamos construyendo alrededor de los muchachos que han estado en el club durante varios años, y agregue chicos con la mentalidad correcta. Es genial tenerlo de vuelta ".
Nacido en Colombia, Herrera cerró 2018 liderando el equipo en goles, con 12 anotaciones, pases clave (41) y empató en el segundo lugar en asistencias (4). Su pasión y energía en el campo son incomparables, haciendo una declaración con un retroceso de bicicleta épico en el partido de final de temporada de 2018 contra los rivales estatales North Carolina FC. "Creo que es muy importante que anote 20 goles, como ese", bromeó McGuinness. "Eso es probablemente lo más importante. Si sacamos eso de Jorge, seremos muy felices ". En 2019 Jorge Herrera continuó jugando en la Liga USL al servicio del equipo Charlotte Independence, anotando seis goles. 
En 2019 deja la actividad como jugador profesional de fútbol. Desde mayo de 2018, durante 2019 y en 2020, Jorge Herrera se desempeñó como vicepresidente del recién creado club de Fútbol FCCarolinas, donde también ocupa el cargo de Director Académico y Coach. El club es mixto y tiene 250 alumnos, funciona en Charlotte, Carolina del Norte.
A comienzos del año 2020 y durante el año 2021, Jorge Herrera ingresa a laborar en el Charlotte FC, un club de fútbol estadounidense de la ciudad de Charlotte, Carolina del Norte, fundado en 2019, el cual a partir de la temporada 2022 disputa la Major League Soccer MLS. El exjugador se desempeñó en trabajo técnico con los equipos de Charlotte Futbol Club Academy y actualmente es asistente de DT, en Charlotte, en el equipo Crown Legacy FC, de la liga MLS Next Pro.

## Estadísticas
| Club                                  | Temporada           | Liga  | Liga  | Copa Nacional | Copa Nacional | Copa Internacional | Copa Internacional | Total | Total |
| Club                                  | Temporada           | Part. | Goles | Part.         | Goles         | Part.              | Goles              | Part. | Goles |
| ------------------------------------- | ------------------- | ----- | ----- | ------------- | ------------- | ------------------ | ------------------ | ----- | ----- |
| Santa Fe · Colombia                   | 2001-03             | 51    | 7     | —             | —             | —                  | —                  | 51    | 7     |
| Santa Fe · Colombia                   | Total               | 51    | 7     | 0             | 0             | 0                  | 0                  | 51    | 7     |
| Atlético Nacional · Colombia          | 2003                | 1     | 0     | —             | —             | —                  | —                  | 1     | 0     |
| Atlético Nacional · Colombia          | Total               | 1     | 0     | 0             | 0             | 0                  | 0                  | 1     | 0     |
| Deportes Quindío · Colombia           | 2004                | 15    | 1     | —             | —             | —                  | —                  | 15    | 1     |
| Deportes Quindío · Colombia           | Total               | 15    | 1     | 0             | 0             | 0                  | 0                  | 15    | 1     |
| Huracán Argentina                     | 2005                | 4     | 0     | —             | —             | —                  | —                  | 4     | 0     |
| Huracán Argentina                     | Total               | 4     | 0     | 0             | 0             | 0                  | 0                  | 4     | 0     |
| Millonarios · Colombia                | 2006                | 3     | 0     | —             | —             | —                  | —                  | 3     | 0     |
| Millonarios · Colombia                | Total               | 3     | 0     | 0             | 0             | 0                  | 0                  | 3     | 0     |
| Club Guaraní Paraguay                 | 2007                | 7     | 0     | —             | —             | —                  | —                  | 7     | 0     |
| Club Guaraní Paraguay                 | Total               | 7     | 0     | 0             | 0             | 0                  | 0                  | 7     | 0     |
| Charlotte Eagles Estados Unidos       | 2007                | 5     | 1     | —             | —             | —                  | —                  | 5     | 1     |
| Charlotte Eagles Estados Unidos       | 2008                | 20    | 9     | 1             | 0             | —                  | —                  | 21    | 9     |
| Charlotte Eagles Estados Unidos       | 2009                | 22    | 8     | 1             | 0             | —                  | —                  | 23    | 8     |
| Charlotte Eagles Estados Unidos       | 2010                | 18    | 6     | 1             | 0             | —                  | —                  | 19    | 6     |
| Charlotte Eagles Estados Unidos       | 2011                | 24    | 4     | 1             | 0             | —                  | —                  | 25    | 4     |
| Charlotte Eagles Estados Unidos       | 2012                | 18    | 5     | 1             | 0             | —                  | —                  | 19    | 5     |
| Charlotte Eagles Estados Unidos       | 2013                | 25    | 11    | 1             | 2             | —                  | —                  | 26    | 13    |
| Charlotte Eagles Estados Unidos       | 2014                | 28    | 10    | 1             | 2             | —                  | —                  | 29    | 12    |
| Charlotte Eagles Estados Unidos       | Total               | 160   | 54    | 7             | 4             | 0                  | 0                  | 167   | 58    |
| Atlético Huila · Colombia             | 2012                | 9     | 0     | —             | —             | —                  | —                  | 9     | 0     |
| Atlético Huila · Colombia             | 2013                | 3     | 0     | 5             | 0             | —                  | —                  | 8     | 0     |
| Atlético Huila · Colombia             | Total               | 12    | 0     | 5             | 0             | 0                  | 0                  | 17    | 0     |
| Charlotte Independence Estados Unidos | 2015                | 18    | 4     | 3             | 1             | —                  | —                  | 21    | 5     |
| Charlotte Independence Estados Unidos | 2016                | 31    | 7     | 1             | 1             | —                  | —                  | 32    | 8     |
| Charlotte Independence Estados Unidos | 2017                | 29    | 12    | 2             | 0             | —                  | —                  | 31    | 12    |
| Charlotte Independence Estados Unidos | 2018                | 30    | 13    | 1             | 1             | —                  | —                  | 31    | 14    |
| Charlotte Independence Estados Unidos | 2019                | 33    | 7     | 1             | 0             | —                  | —                  | 34    | 7     |
| Charlotte Independence Estados Unidos | Total               | 144   | 43    | 8             | 3             | 0                  | 0                  | 152   | 46    |
| Total en su carrera                   | Total en su carrera | 397   | 105   | 20            | 7             | 0                  | 0                  | 417   | 112   |